# William McGonagall

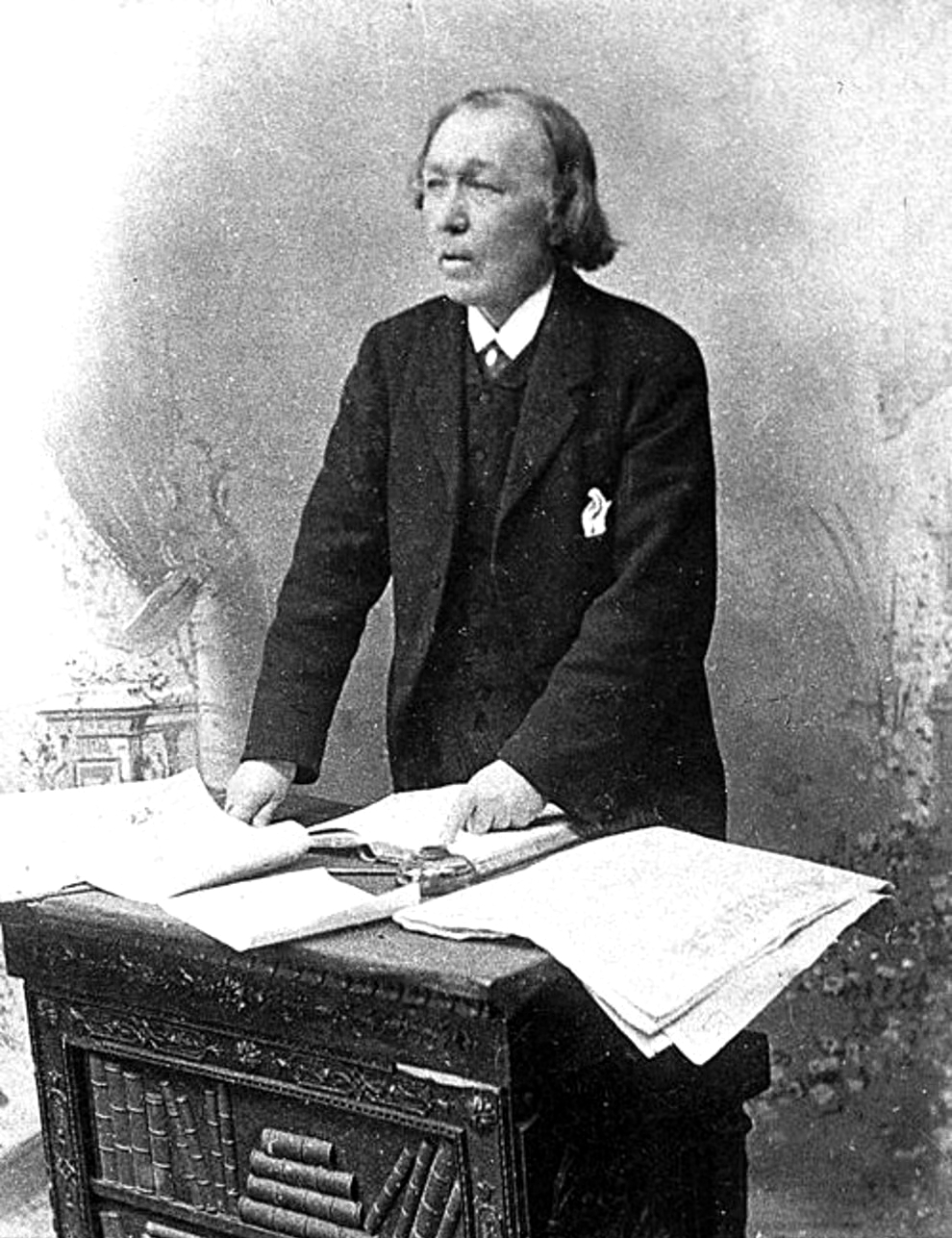
William McGonagall

William Topaz McGonagall (Edinburgh, 1825 - aldaar, 29 september 1902) was een Schots Engelstalig dichter van Ierse afkomst. Hij wordt beschouwd als een van de slechtste dichters aller tijden uit het Engels taalgebied.
McGonagall werkte jarenlang als wever in de werkplaats van zijn vader in Dundee. Hij was redelijk belezen en een verdienstelijk amateur-toneelspeler. Pas op 52-jarige leeftijd begon hij met dichten. Zijn eerste gedicht stuurde hij op naar "collega" rev. George Gilfillan met daarbij een brief waarin hij schreef: "de stuitendste gebeurtenis van mijn leven was toen ik ontdekte dat ik een dichter was, in het jaar 1877". Gilfillan (die trouwens thans bijna alleen nog bekendstaat om dit incident) retourneerde het gedicht met de opmerking dat "Shakespeare nooit zoiets geschreven had".
In de volgende jaren volgde nog een stroom gelijksoortige gedichten. De meest gehoorde kritiek is zijn onvermogen tot beeldspraak - metaforen zijn witte raven in zijn werk - en het ontbreken van een deugdelijk metrum. Verder was zijn woordkeus clichématig, ongelukkig en arm aan variatie. Zo beginnen veel van zijn werken met het woord beautiful. Niet zelden leidt een ongelukkige formulering tot een onbedoeld komisch effect.
McGonagall trok sterk van leer tegen overmatig drankgebruik en probeerde de arbeidersbevolking met zijn poëzie over te halen tot matigheid. Zijn campagnes leidden echter voornamelijk tot spot. Binnen korte tijd was hij een begrip in Dundee en veel mensen kwamen voor de grap naar zijn voordrachten luisteren, waarbij rijkelijk met eieren en rotte groente werd gegooid. Meestal wordt verteld dat hij sterk onder deze kritiek leed (al ging hij onverstoord met zijn voordrachten door), maar sommigen nemen aan dat hij zijn "roem" doelbewust cultiveerde en van zijn voordrachten een soort performance art maakte.
Van zijn 200 werken, die voornamelijk de Schotse geschiedenis als onderwerp hebben, is The Tay Bridge Disaster ongetwijfeld het bekendste. Dit gedicht wordt nog vaak aangehaald om de houterigheid van McGonagalls poëzie te karakteriseren. Het beschrijft de ramp met de Tay Bridge, de treinramp die plaatsvond op 28 december 1879, toen een hevige windvlaag een trein van de Tay Rail Bridge bij Dundee blies. Een commentator merkte later op dat "een middelmatige dichter zou kunnen denken dat het goed is om een gedicht te schrijven over de ramp op de Taybrug", maar dat er "een echte meester voor nodig was om te komen met regels als And the cry rang out all round the town,/ Good heavens! The Tay Bridge has blown down." Hierbij moet worden aangetekend dat de verre van middelmatige Theodor Fontane eveneens een gedicht over deze ramp schreef.
Volgens een enquête van de BBC is William McGonagall thans na Robert Burns de bekendste Schotse dichter. J.K. Rowling noemde een persoon uit haar Harry Potter-cyclus Minerva McGonagall (in de Nederlandse vertaling Minerva Anderling). Deze naam koos ze naar eigen zeggen alleen omdat ze die goed vond klinken.